# Miriam Pabón
Miriam Ivette Pabón Carrión (Nueva York, 3 de enero de 1984), más conocida como Mimi Pabón, es una modelo, reina de belleza, actriz y presentadora de televisión puertorriqueña.

## Carrera

### Reinados de belleza
Radicada en Puerto Rico desde su infancia, a los dieciséis años concursó en el certamen de belleza Miss Puerto Rico Teen Latina. En 2008 representó a su país en Miss International 2008, finalizando en el Top 12. Ese mismo año representó a la municipalidad de Juncos en Miss World Puerto Rico, donde avanzó hasta las instancias finales.
El 31 de julio de 2009 Pabón fue elegida como Miss Puerto Rico 2009, por lo que representó al país en el certamen Miss America 2010, convirtiéndose en la primera representante puertorriqueña en el evento luego de cincuenta años de ausencia. También en 2010 participó en representación de la municipalidad de San Juan en Miss Universe Puerto Rico, donde finalizó en el Top 10.

### Otros proyectos
Como modelo, Pabón ha aparecido en portadas y editoriales de revistas como Imagen, Caras, Maxim y Buena Vida, entre otras. Ha participado en campañas publiciarias para marcas como Walmart, Avon, Esika, Chevrolet, Burguer King, Pepsi y Heineken, y ha registrado apariciones en vídeoclips de artistas como Ricky Martin, Víctor Manuelle, Don Omar y Alexis & Fido.
Como actriz, ha aparecido en producciones de cine y televisión como Decisiones Puerto Rico, The Losers, Nicky Jam: El ganador y En altamar. En su labor como presentadora y reportera, Pabón trabajó en dos temporadas del programa de telerrealidad Idol Puerto Rico, y realizó una serie de entrevistas con artistas como Ednita Nazario, Prince Royce, Gilberto Santa Rosa, Carlos Vives, Pablo Alborán, Elvis Crespo y Pedro Capó, entre otros. En 2017 se convirtió en conductora del programa Paparazzi TV de la cadena Mega TV. Actualmente es presentadora de Mech-Tech Racing, que se transmite por WAPA TV y animadora de MegaMusic Countdown por Mega TV.